# Корали Чинь Тхи
Корали́ Чинь Тхи (фр. Coralie Trinh Thi; род., по разным версиям, 11 апреля или 4 ноября 1976, Париж, Франция) — бывшая французская порноактриса и писатель, известна также как сценарист и режиссёр фильма «Трахни меня» (2000) совместно с Виржини Депант.

## Биография
Во время карьеры в порно в основном была известна просто как Корали. Получила премию Hot d’Or в номинации «лучшая европейская актриса» в 1996 году, а в 2009 году — почётную премию Hot d’Or.
По материнской линии имеет вьетнамские корни (взяла фамилию своей бабушки). Отец — член байкер-клуба Hells Angels.
Играла в короткометражном фильме «Содомиты» Гаспара Ноэ, снятого для французского телевидения в конце 1990-х годов.

## Фильмография

### В качестве актрисы
- 100 % Blowjobs 4 (2002)
- 100 % Blowjobs 8 (2002)
- Harcèlement au féminin (2000)
- Inferno (2000)
- Pure Masturbations (2000)
- Pure Sex: Episode Two (2000)
- Hotdorix (1999)
- Le Principe de plaisir (1999)
- Pure Sex (1999)
- Exercice of Steel (1998) (TV)
- Sombre (1998)
- Amsterdam/Paris Connection (1998)
- Déjà mort (1998)
- American Girl in Paris (1998)
- Exhibition 99 (1998)
- Fuga dall’Albania (1998)
- Sodomites (1998)
- Terror of Prehistoric Bloody Monster from Space (1998)
- Maledizione del castello, La (1997)
- Cyberix (1997)
- Paris Chic (1997)
- Cunt Sucking Sluts 5 (1997)
- Eurotica 13 (1997)
- L' Indécente aux enfers (1997)
- Les nuits de la présidente (1997)
- Sextet (1997)
- Parfait amour! (1996)
- Le Coeur fantôme (1996)
- Désir dans la peau, Le (1996)
- Eurotica 2 (1996)
- La Princesse et la pute (1996)
- En avoir (ou pas) (1995)
- Hienie’s Heroes (1995)
- Joe’s Wild World (1995)
- Triple X 2 (1995)
- Triple X 3 (1995)
- World Sex Tour 1 (1995)
- World Sex Tour 2: France (1995)

### В качестве режиссёра и сценариста
- «Трахни меня» (фр. Baise-moi) (2000)

## Награды
- Hot d'Or, 1996 г., лучшая европейская актриса.
- Европейская премия X, 1996 г., лучшая французская актриса.
- Hot d'Or, 1998 г., лучшая европейская актриса второго плана.
- Hot d'Or, 2009 г.